# Відкритий університет Майдану
ГО «Відкритий Університет Майдану» (ВУМ) — освітній проєкт та однойменна громадська організація в Україні. Бере початок з ініціативи, яка виникла під час подій на Майдані 2013 року. Створений, щоб сприяти формуванню якісного громадянського суспільства через освіту.
Громадська організація «Відкритий Університет Майдану» була зареєстрована восени 2014 року. Подальший розвиток громадської організації пов’язаний з публічними offline-лекціями, просвітницькими і навчальними програмами на ТБ, запуском проєкту дистанційної online-освіти vumonline.ua, програмами Школа свідомого громадянина. З 2014 року є партнером Британської ради в Україні по проєктам Active Citizen та Pitching проєктів.
2017 року ГО «Відкритий Університет Майдану» стала однією з співзасновників Асоціації активних громадян України.

## Історія

### 2013

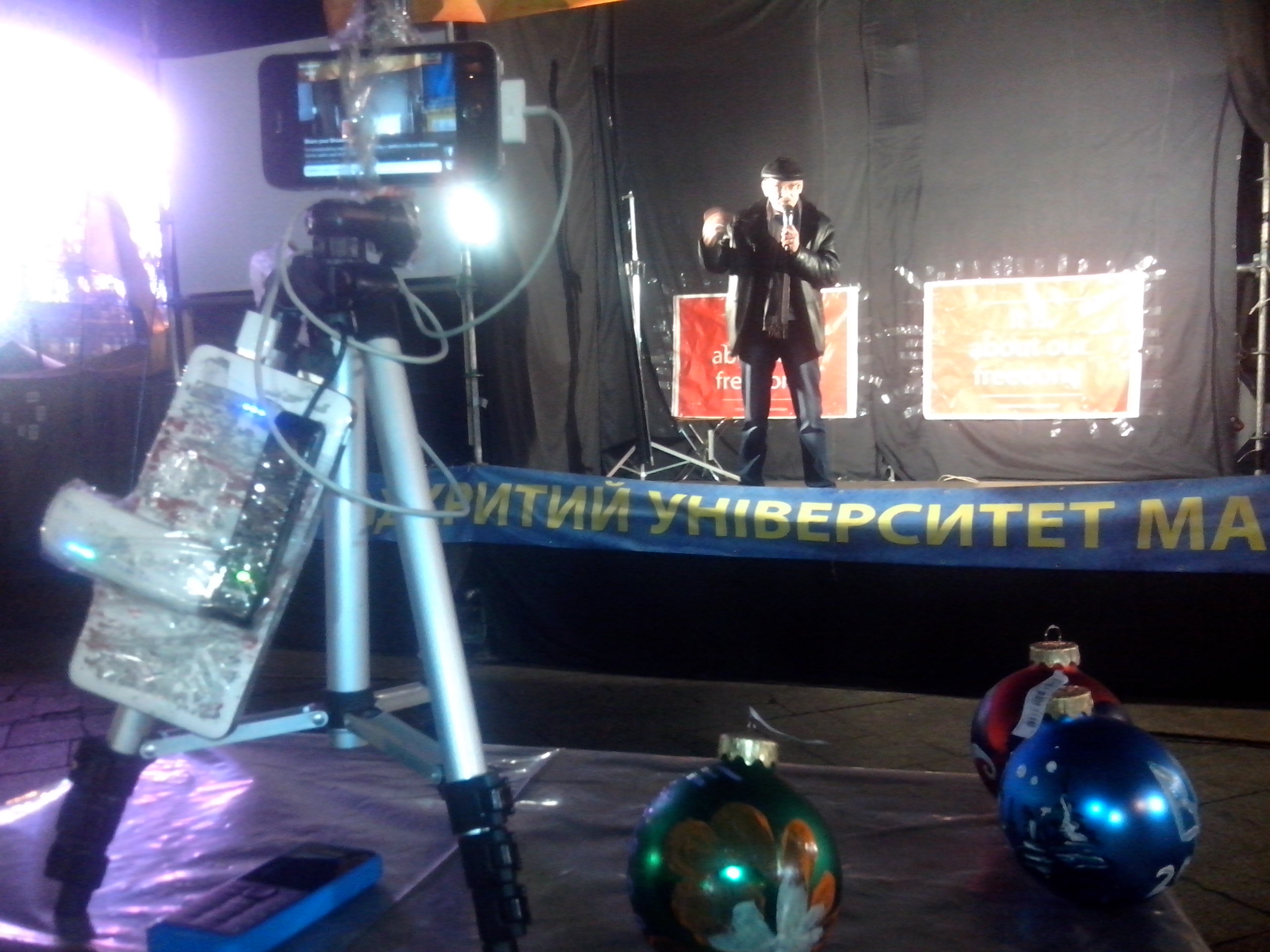
Лекція Юрія Пероганича «Українська Вікіпедія — мірило спроможності українського народу творити інтелектуальний продукт» в рамках Відкритого університету Майдану, 30 грудня 2013.

Виникнення ВУМ пов'язане з подіями на Майдані в 2013–2014. У першій декаді грудня 2013 року практично одночасно у кількох спільнотах київських бізнес-шкіл виникла ідея — навчати людей, які об'єднались на Майдані. На Майдані з'явилось кілька локацій, де таке навчання було реалізоване. Київська школа економіки та ініціатива «Незлий Майдан» організували кілька лекцій просто неба і в підземних переходах Майдану. Першим лектором став Павло Шеремета, тодішній Президент KSE. Ініціативу назвали Вільний Університет Майдану. Організацією опікувались Юлія Кочерган та Наталія Шаповал від Київської школи економіки, Роман Тичківський, Олександр Положинський (Тартак), Надія Перевізник та інші від громадянської ініціативи «Незлий Майдан». 8 грудня відбулася перша лекція біля Лядських воріт з Павлом Шереметою, Ганною Вахітовою, Сергієм Гвоздьовим, Володимиром Вахітовим.
Водночас у Парламентській бібліотеці почались лекції від спільноти ASPEN. На зустрічі ради випускників у Києво-Могилянській бізнес школі було прийнято рішення про запуск формату Університету на Майдані і двоє випускників зголосились цей проєкт запустити.
6 грудня 2013 відбулась перша зустріч активістів «Незлий Майдан» і спільноти kmbs у Готелі «Козацький». Учасниками зустрічі стали Юлія Тичківська (Кочерган), Остап Стасів, Роман Тичківський та Олександр Стародубцев. Саме там обговорювались плани ініціативи НезлийМайдан встановити сцену біля Лядських воріт і почати працювати у форматі Університету просто неба.
9 грудня було змонтовано сцену, 10 грудня розпочалися перші лекції.
30 грудня лекцію «Українська Вікіпедія — мірило спроможності українського народу творити інтелектуальний продукт» прочитав Юрій Пероганич.
Всього за грудень 2013 відбулося 295 волонтерських лекцій викладачів та науковців. На пропозицію Олександра Стародубцева до лекцій не допускалися політики.[джерело?]
Відкритий Університет Майдану (ВУМ) у пресі визнали одним з 10 найкращих соціальних проєктів 2013 року.

### 2014

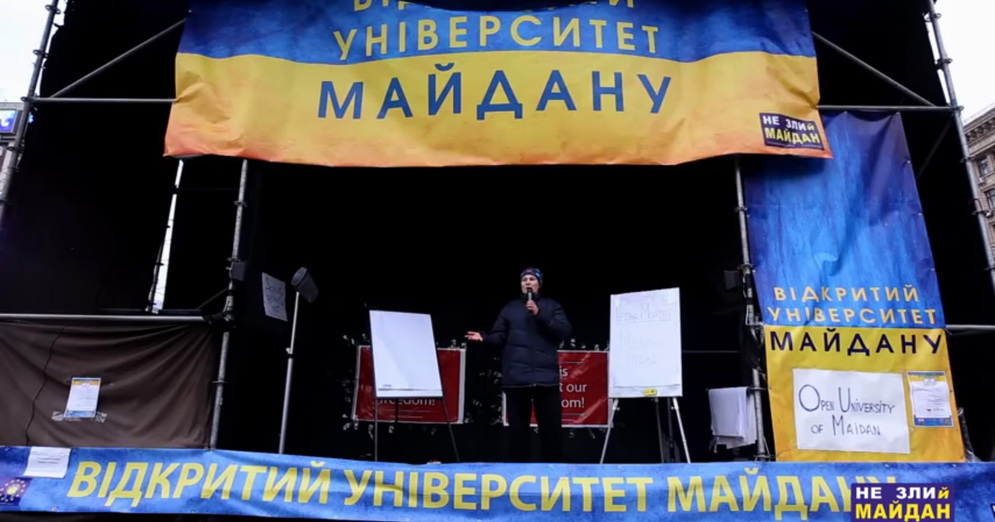
Лекція Тетяни Монтян 7 січня 2014 року.

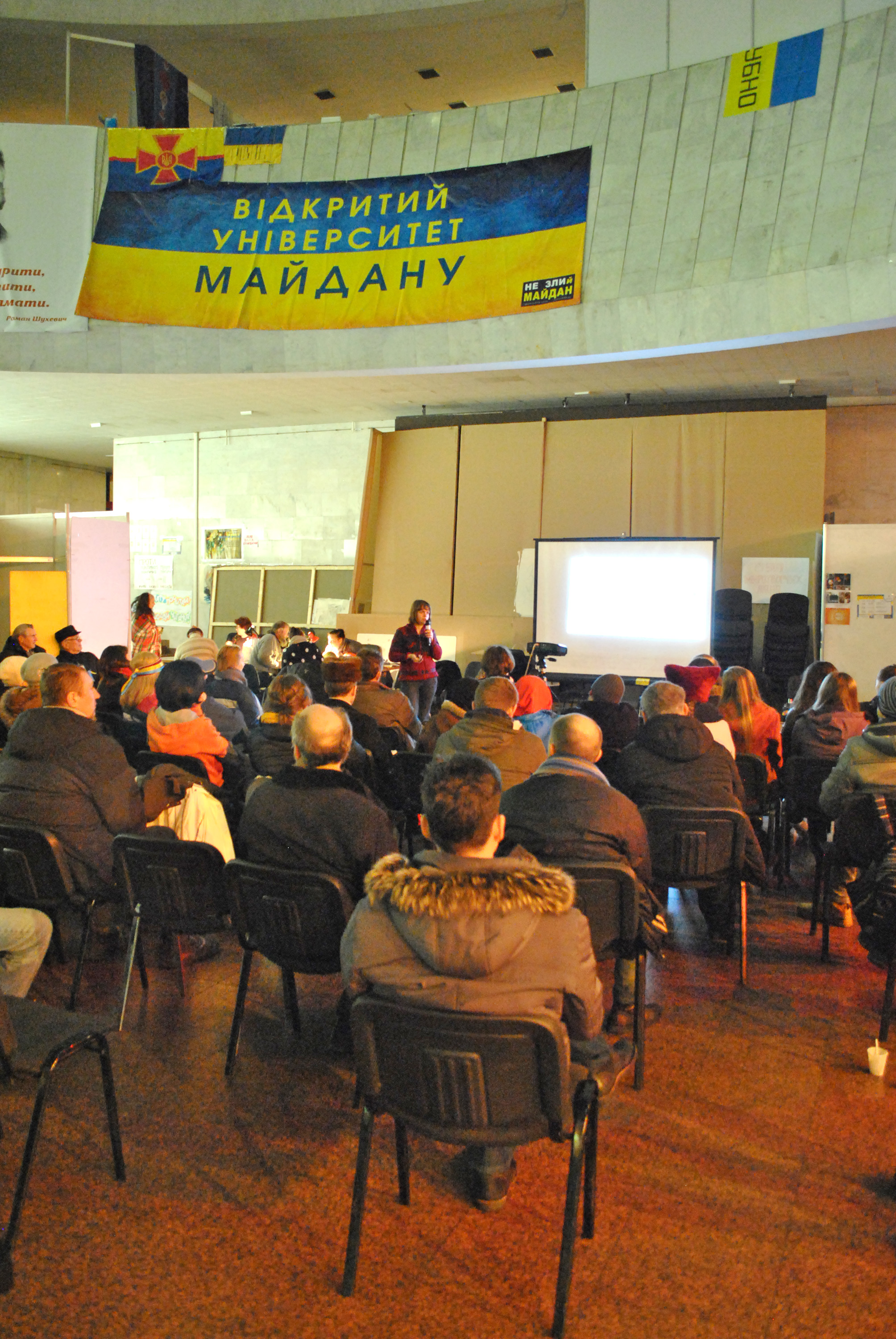
Відкритий Університет Майдану в Українському домі. На одній з лекцій 7 лютого 2014 року.

У січні 2014 року Відкритий Університет Майдану відновив свою діяльність в Українському домі на Європейській площі. Це стало можливо після захоплення мітингувальниками цієї споруди і розміщення у ній Самооборони Майдану. ВУМ працював у фоє поруч з Студентською координаційною радою, Біібліотекою Майдану.
Саме у цей період стараннями Юлії Тичківської (Кочерган) налагодили співпрацю з Науковою сотнею ім. Вербицького (сформували викладачі Львівських університетів на честь загиблого на Майдані науковця Юрія Вербицького). Працювали у режимі 3-5 лекцій в день. Активно співпрацювали з ініціативою «Діалоги на Майдані», саме фасилітаційні діалоги розпочинали лекційний день у ВУМ.
Після захоплення Українського дому бійцями «Беркуту» 18 лютого, ВУМ втратив майже все обладнання. 26 лютого вдалось тимчасово відновити роботу в Українському домі.
9 березня 2014 увечері в Українському домі в рамках Відкритого Університету Майдану відбулася презентація найпершої антології поезій, і взагалі найпершої поетичної і художньої книги про Євромайдан «Материнська молитва. Українки — героям Майдану». Презентацію організували видавництво «Наш Формат» та засновники Мистецького порталу «Жінка-УКРАЇНКА».
У березні 2014 року спільно з «Діалогами на майдані» запустили пілотний проєкт Школи свідомого громадянина (ШУГ). Станом на 20 липня 2016 року відбулось 34 таких Школи.
27 березня 2014 року ВУМ за ініціативи Остапа Стасіва та Олександра Стародубцева відновив свою роботу біля Стели Незалежності на Майдані. Лектори виступали на імпровізованій сцені серед сажі, шин та наметів. Роботу ВУМа підтримали колеги з Майданпресцентру (Сергій Іванов, Іван Кукурудзяк, ін.), надавши обладнання для проведення лекцій. З часом за їх сприяння Відкритий Університет Майдану почав працювати на центральній сцені Майдану.
У квітні було прийнято рішення про вихід ініціативи у площину полісценічності і взято орієнтир на розвиток регіонів. Саме у цей період до команди ВУМ долучились Дмитро Савочкін (дистанційне навчання, vum online), Лєна Хіль (PR), Максим Сабєльніков (маркетинг).
У квітні-травні 2014 року ВУМ став освітнім партнером «АртФоруму громади Києва» у Будинку освіти та мистецтва «Майстер Клас».
У липні 2014 року Юлія Тичківська (Кочерган), Роман Тичківський, Олександр Стародубцев, Дмитро Савочкін, Лєна Хіль та Остап Стасів заснували ГО «Відкритий Унііверситет Майдану».
У серпні 2014 року Остап Стасів розпочав проєкт платформа дистанційної громадянської освіти, який отримав назву ВУМ online.
https://vumonline.ua – дистанційна платформа громадянської освіти з рівним доступом до знань для кожного громадянина.
У грудні 2014 роки ГО "Відкритий Університет Майдану" стала партнером проєкту Активні громадяни (Active Citizens) — програма за підтримки Британської Ради в Україні.

## Мета діяльності
Головна мета — дати всім зацікавленим жителям України можливість отримати знання, необхідні для набуття громадянських компетенцій та сталого персонального розвитку.
Учасники університету бачать ВУМ як всеукраїнський освітній рух, який через освіту поширює ідеї і сприяє розвитку громадянського суспільства в Україні. Організація займається побудовою мережі регіональних осередків по всій Україні на спільних принципах та цінностях. Станом на 31 січня 2015 року вже діє 21 осередок ВУМ.
https://vum.org.ua/ [Архівовано 18 квітня 2018 у Wayback Machine.]

## Напрямки діяльності

### Публічні лекції
Проведено близько 450 публічних лекцій в Києві, Івано-Франківську, Тернополі, Чернівцях, Одесі, Миколаєві, Дніпропетровську, Черкасах, Чернігові, Харкові, Запоріжжі, Кам'янці-Подільському, Варшаві.

### Просвітницькі і навчальні програми на ТБ
25 програм «Телеакадемія» з викладачами ВУМ на Першому національному каналі.

### Школа Свідомого Громадянина
Школа Свідомого Громадянина (ШУГ) — навчальна ініціатива Відкритого Університету Майдану, дводенна навчальна програма для надання учасникам практичного розуміння проактивної громадянської позиції, демонстрації свідомого громадянства під різними аспектами житєдіяльності громади і навчання за темами:
- «Успішні соціальні проекти — міф чи реальність?»,
- «Як успішно комунікувати з місцевою владою і контролювати її громадою»,
- «Соціальний капітал громади, як рушійна сила економічного зростання»,
- «Психологічний вік людини і громади»,
- «Інтегральна динаміка. Розвиток суспільства»,
- «Теорія поколінь»,
- «Креативний активізм»,
- «Сучасні громадянські компетенції».

ШУГ покликана допомогти учаснику набути знань з питань розвитку сучасних громадянських компетенцій, розбудови громади, створення соціальних проєктів, побудови комунікацій з місцевою владою, організації контролю дій місцевої влади. Протягом 2014-2015 відбулось 27 навчальних програм ШУГ.
Ідея програми виникла у січні-лютому 2014 року у активному спілкуванні засновників Відкритого Університету Майдану та ініціативи «Діалоги на Майдані». Було чітке розуміння, що повинна з`явитись навчальна програма для допомоги громадянам у розумінні громадянських компетенцій і їх впровадженні у життя громади. У лютому почався паралельний процес  - творення експертного руху «Нова Країна» до якого учасники діалогу також долучилися. Так стало зрозуміло, що першими учасниками навчальної програми ШУГ мали б стати експерти Нової Країни.
Методологічну частину програми розробляла Анна Валенса за підтримки команди «Діалогів на Майдані» (Дмитро Мельник, Владислава Каневська). Від Відкритого Університету Майдану, процес надихав і стимулював Олександр Стародубцев.
5 березня 2014 року за адресою м. Київ, вул.. Хрещатик, 6, відбулась перша лекція у рамках програми Школа Свідомого Громадянина. Стартували програму Олександр Стародубцев та Остап Стасів за активної підтримки Романа Тичківського та Юлії Тичківської (Кочерган). Першими викладачами програми стали Михайло Винницький, Анна Валенса, Валерій Пекар, Дмитро Мельник, Владислава Каневська. Завдяки інформаційній підтримці ГП «Нова Країна» на першу лекцію зареєструвались 53 громадянина.
Спершу організатори припускали, що програма буде ефективною, якщо працювати у форматі вечірніх лекцій (5 лекцій протяг 2 тижнів), провели три Школи Свідомого Громадянина протягом березня-квітня 2014 року.
У жовтні 2014 року команда ШУГ підготувала програму школи під потреби виховників Національної скаутської організації України «Пласт». Завдання – допомогти  пластунам, які займаються вихованням дітей віком 6-11 та 12-18 років, адаптуватувати виховну методику організації до викликів сучасного світу і очікувань сучасних дітей та юнацтва. Учасника школи стали пластові виховники з 10 м. України. Робота над отриманими знаннями і гіпотезами відбувається в пластовій спільноті і сьогодні.
Школу Свідомого Громадянина Відкритого Університету Майдану підтримав «Фонд розвитку демократії» Посольства США і в вересні  2014 року почався проєкт по 10 містам України: Київ, Чернігів, Вінниця, Харків, Миколаїв, Дніпропетровськ прийняли школу у 2014 році. 2015 року Школа Свідомого Громадянина відвідала Черкаси, Запоріжжя, Одесу, Маріуполь, Полтаву, Херсон, Бровари, Івано-Франківськ.
Також до програми Школи Свідомого Громадянина були інтегровані нові теми і лектори: Наталія Склярська, Олександр Солонтай, Саша Устінова, Дмитро Шерембей, Оксана Марусич, Вероніка Ворожбит.
Завдяки Школі Свідомого Громадянина у Відкритому Університеті Майдану з`явились регіональні осередки. Географія осередків тут: https://web.archive.org/web/20160125202552/http://vum.org.ua/vum-branch/
У місті Києві станом на 22.07.2015 року відбулось 7 Шкіл Свідомого Громадянина (ШУГ).
Мета і завдання ШУГ:
Формування про активного громадянського суспільства у містах, містечках, селах України через освіту для дорослих.
Сприяти через громадянську освіту та самоосвіту, персональному розвитку індивіда, розвитку підприємницьких якостей на вмінь, розвитку громад через соціальні проєкти (внутрішні і зовнішні) і побудові суспільства на принципах прямої демократії та відповідальності.
Створити про активну мережу осередків в Україні та світі для пропагування ідей громадянської освіти, саморозвитку, інформування про громадянські процеси в Україні та об`єднання різних освітніх та громадських ініціатив на єдиній ціннісній платформі Відкритого Університету Майдану.
Формат роботи:
- два повних дні роботи з аудиторією 50-100 осіб
- лекції та фасилітаційні діалогові практики
- стратегування відносно розвитку громади міста
- мозковий штурм ідей, формування проєктів учасників школи
- Презентації проєктів і вкладання їх у проєктну логіку

### Активні громадяни
Активні громадяни (Active Citizens) — програма за підтримки Британської Ради в Україні.

### ВУМ online - платформа дистанційної громадянської освіти
Запуск платформи ВУМ online відбувся 1 жовтня 2015 року. Саме тоді були стартували перші дистанційні навчальні курси. Станом на 2018 рік їх вже близько п'ятдесяти.
Навчальні курси, сформовані з невеликих відео-лекцій, практичних завдань та контрольних запитань (для перевірки набутих знань). Після перегляду всього курсу чи його блоків студентам пропонується перевірити засвоєнні знання за допомогою тестів. За результатами тестування видається іменний сертифікат про успішне завершення навчання.
Відео-курси на ВУМ online для детального дослідження певної тематики згруповані в комплексні програми за напрямками, що дозволяє займатися у відповідності до розробленої логіки навчання.
Курси викладають провідні викладачі бізнес-шкіл, громадського сектора, практики з бізнесу та соціальної сфери.
Теми навчальних курсів пов'язані: з персональним розвитком та реалізацією вашого потенціалу, підприємництвом, як механізмом якісного розвитку громади і суспільства, розумінням побудови та діяльності відкритого суспільства і його формування в Україні.